# Miss XV - MAPS
Miss XV - MAPS (Miss XV) è una telenovela messicana del 2012, andata in onda dal 16 aprile al 28 settembre su Nickelodeon. È ispirata alla telenovela del 1987 La debuttante.
In Italia viene trasmessa in prima visione assoluta sul canale Frisbee dal 30 marzo 2013, con un doppio appuntamento serale tutti i giorni; una volta mandati in onda i primi 60 episodi, è stata replicata con il titolo Migliori amiche per sempre. La seconda metà della prima e unica stagione è in onda dal 4 agosto 2014, ma viene interrotta definitivamente il 18 settembre 2014.
Il sottotitolo italiano, "MAPS", è un acronimo che sta per "Migliori amiche per sempre", in riferimento alle due protagoniste.

## Trama
Valentina e Natalia sono migliori amiche, nate lo stesso giorno alla stessa ora: proprio per questo progettano insieme la festa per i loro quindici anni. Valentina è innamorata di Niko, il suo migliore amico, mentre Natalia di Eddy, il fratello di Valentina; a ostacolarle, però, ci sono Alexis e Leonora, innamorati rispettivamente di Valentina e Niko, e Renata, la prima fidanzata di Eddy, gelosa e possessiva. Pur essendo rivali, Leonora, Natalia, Valentina, Eddy, Alexis e Niko formano un gruppo musicale chiamato Eme 15 per partecipare a un concorso che mette in palio la migliore festa dei quindici anni.

## Personaggi e interpreti

### Personaggi principali
- Valentina Contreras, interpretata da Paulina Goto, doppiata da Ludovica Bebi.
È una quattordicenne dolce e studiosa, ma a scuola combina molti pasticci. La migliore amica di Natalia, con la quale condivide la data di nascita, è innamorata di Niko, ma il suo amore è ostacolato da Alexis, innamorato di lei, e da Leonora, che è invece interessata a Niko. Vive con i genitori Catalina e Quirino, la sorellina Daniela, soprannominata Fragolina, e la zia Magos in una grande casa; ha anche un fratello maggiore, Eddy. Nel corso della serie si scopre che appartiene alla famiglia reale e che in Spagna è una principessa.
- Alejandro "Alexis" Reyes Méndez, interpretato da Eleazar Gómez, doppiato da Daniele Raffaeli.
È un ragazzo ribelle innamorato di Valentina e cerca di separarla da Niko. A questo fine, ricatta la ragazza, costringendola a uscire con lui altrimenti dirà a Niko che è colpa di Valentina se il suo concerto di debutto è stato rovinato. Il suo migliore amico è Pato; crede che suo padre sia un agente finanziario, ma poi scopre che in realtà è un lottatore.
- Nicolás "Niko" Pérez Palacios, interpretato da Yago Muñoz, doppiato da Alessandro Ward.
Innamorato di Valentina e corteggiato da Leonora, suona la chitarra e ama la musica. Entra nel gruppo Eme 15 e alla fine si fidanza con Valentina.
- Leonora Martínez, interpretata da Macarena Achaga, doppiata da Monica Vulcano.
È una ragazza manipolatrice innamorata di Niko e cerca di separarlo da Valentina, con la quale si comporta da amica. Diventa una modella e s'iscrive alla scuola di Valentina. Ha una sorella maggiore, Federica, che viaggia molto.
- Natalia D'Acosta, interpretata da Natasha Dupeyrón, doppiata da Veronica Puccio.
Sveglia e sensibile, è innamorata di Eddy, il fratello della sua migliore amica Valentina, che la ricambia, ma deve aspettare di aver compiuto quindici anni prima di poter avere un ragazzo. È spesso a casa da sola con la domestica perché il padre Sebastian è un fotografo giramondo e la madre Marina è sempre molto impegnata con il lavoro.
- Eduardo "Eddy" Contreras, interpretato da Jack Duarte, doppiato da Simone Veltroni.
Il fratello maggiore di Valentina, è innamorato di Natalia e gira il mondo.

### Personaggi secondari
- Margarita "Magos" Contreras, interpretata da Verónica Jaspeado.
È la zia di Valentina, Eddy e Daniela, sorella del padre di Valentina. S'innamora di Camilo e, inizialmente solo con lui e poi anche con Federica, lavora ad un progetto di moda.
- Federica Martínez, interpretata da Montserrat Fligelman.
È la sorella di Leonora, innamorata di Camilo, ma non è ricambiata.
- Camilo, interpretato da Charly Rey.
Gestore di un bar e amico di Niko, che aiuta a stare insieme a Valentina, è innamorato di Margarita.
- Aristides Reyes Méndez, interpretato da Antonio De Carlo.
Un lottatore conosciuto con il nome di Magic Dragon, è il padre di Alexis ed è innamorato della madre di Niko.
- Juana Palacios, interpretata da Amairani, doppiata da Rachele Paolelli.
È la madre di Niko, fidanzata con Aristides; fa la cuoca e al tempo stesso la lottatrice, anche se all'inizio il figlio era contrario.
- Daniela Contreras, interpretata da Mariana Quiroz, doppiata da Vittoria Bartolomei.
È la sorellina di Valentina ed Eddy, detta Fragolina. È molto intelligente e con la sua perspicacia sorprende spesso tutta la famiglia.

## Episodi
| Stagione       | Episodi | Prima TV originale | Prima TV Italia |
| -------------- | ------- | ------------------ | --------------- |
| Prima stagione | 120     | 2012               | 2013-2014       |

## Premi e riconoscimenti
- 2012 - Kids' Choice Awards México
  - Vinto - Programma preferito[4]
  - Vinto - Attrice preferita a Paulina Goto[4]
  - Vinto - Attore preferito a Yago Muñoz[4]
  - Vinto - Attrice preferita di reparto a Natasha Dupeyrón[4]
  - Vinto - Attore preferito di reparto a Jack Duarte[4]
  - Candidatura - Cattivo preferito a Eleazar Gómez[5]
  - Vinto - Cattivo preferito a Macarena Achaga[4]
- 2012 - Kids' Choice Awards Argentina
  - Candidatura - Programma preferito[6][7]
  - Candidatura - Attrice preferita a Paulina Goto[6][7]
  - Candidatura - Cattivo preferito a Eleazar Gómez[6][7]
  - Candidatura - Rivelazione a Macarena Achaga[6][7]